# セレブリティ (映画)
『セレブリティ』（Celebrity）は1998年のアメリカ合衆国のコメディ映画。監督はウディ・アレン、出演はケネス・ブラナーとジュディ・デイヴィスなど。
マンハッタンを舞台に、有名人とその取り巻き達の裏側を、ブラック・ユーモアたっぷりに描く。作品にウディ・アレン本人は出演していないが、主演のケネス・ブラナーがウディ・アレンにそっくりな口調の演技を見せている。

## キャスト
※括弧内は日本語吹替
- リー・サイモン - ケネス・ブラナー（牛山茂）
- ロビン・サイモン - ジュディ・デイヴィス（小山茉美）
- トニー・ガーデラ - ジョー・マンテーニャ（仲野裕）
- ノラ - ウィノナ・ライダー（山崎美貴）
- ニコール・オリヴァー - メラニー・グリフィス（高島雅羅）
- スーパーモデル - シャーリーズ・セロン（魏涼子）
- ボニー - ファムケ・ヤンセン（唐沢潤）
- ブランドン・ダロウ - レオナルド・ディカプリオ（草尾毅）
- ヴィッキー - グレッチェン・モル
- ニーナ - ビビ・ニューワース（磯辺万沙子）
- ルーパス医師 - マイケル・ラーナー（手塚秀彰）
- フィリップ・ダットロフ - ラリー・パイン（横島亘）
- アデルマン弁護士 - デヴィッド・マーギュリーズ（坂口哲夫）
- デヴィッド - ハンク・アザリア
- エヴリン・アイザックス - アリソン・ジャネイ（高島雅羅）
- ディー・バーソロミュー - セリア・ウェストン
- グレッグ - ジェフリー・ライト： オフ・ブロードウェイの監督。
- TVレポーター - デブラ・メッシング
- 司祭 - ディラン・ベイカー
- 行商人 - J・K・シモンズ（田中正彦）
- ビル・ゲインズ - ダグラス・マクグラス
- 監督 - グレッグ・モットーラ（坂口哲夫）
- ダロウの取り巻きの一人 - エイドリアン・グレニアー
- ダロウの取り巻きの一人 - サム・ロックウェル
- スーパーモデルの友人 - フレデリーク・ファン・デル・ワル
- スーパーモデルの友人 - イリナ・パンタエヴァ
- 不動産王ドナルド・トランプ - ドナルド・トランプ本人